# Petrok Maly
Petrok Maly ou Piotr Maloï Frianzine (russe : Петрок Малый) est un architecte italien actif en Russie dans les années 1530, en particulier dans le domaine des fortifications. Il est surnommé «Friazine» comme les autres architectes immigrants italiens.
Les chroniques parlent de Petrok comme d'un «architecte». Ce mot signifie qu'il a un statut élevé et a été utilisé pour d'autres architectes tels Pietro Antonio Solari et Alosius le Jeune.

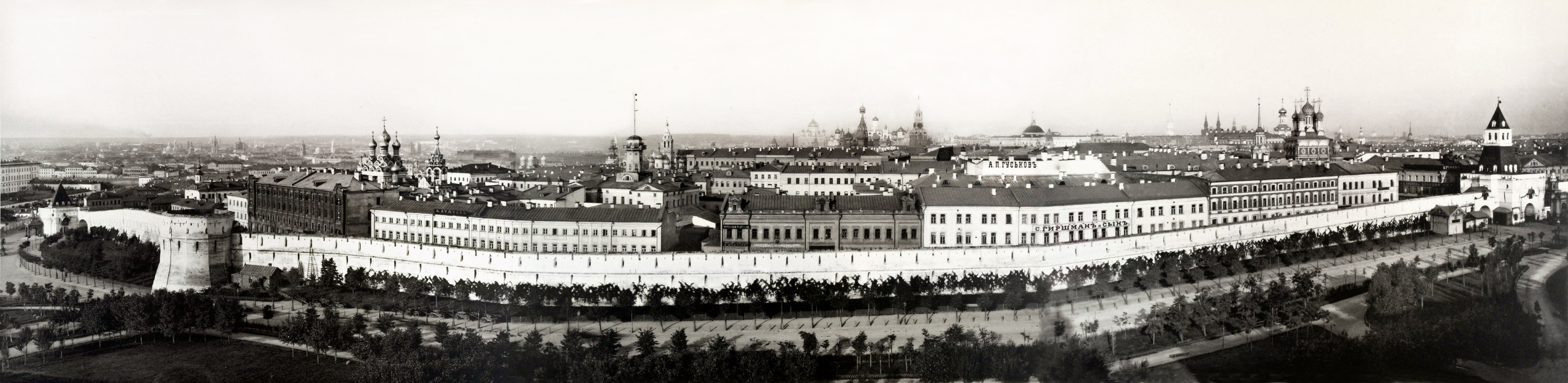
Kitaï-Gorod Panorama

Selon la chronique il est l'auteur des édifices suivants:
- en 1532 l'église de la Résurrection dans le Kremlin de Moscou, attenante au Clocher d'Ivan le Grand (achevée sans lui en 1552 et rebaptisée cathédrale de la Nativité-du-Christ),
- en 1534 une forteresse en terre à Moscou appelée Kitaï,
- en 1535 les murs de pierre de Kitaï-Gorod,
- en 1534—1535 la citadelle de terre à Sebej,
- en 1536 une autre forteresse de terre à Pronsk, dans l'Oblast de Riazan,
- On attribue aussi à Petrok la construction de l'Église de l'Ascension à Kolomenskoïe.

Les forteresses dont il est l'architecte sont d'un type nouveau en Russie, lié au développement des armes à feu à cette époque. On peut les considérer comme une étape vers le tracé à l'italienne des fortifications, c'est-à-dire une fortification bastionnée.